# Гуго Аббат
Гуго Аббат (фр. Hugues l’Abbé, ок.830 — 12 мая 886, Орлеан) — граф Осера в 866—878 годах, маркиз Нейстрии, граф Тура, Блуа, Анжу и Орлеана с 866 года, граф Парижа с 882 года.
Своё прозвище — «Аббат» — Гуго получил за владение многими монастырями (Сен-Жермен д’Осер с 859 года, Сен-Бертин в 859—862 годах, Мармутье и Сен-Мартен-де-Тур с 866 года), светским аббатом которых он был. Сын графа Осера Конрада I и Аделаиды, дочери графа Тура Гуго III.

## Биография
Гуго происходил из дома Вельфов, приходясь двоюродным братом королю Западно-Франкского королевства Карлу II Лысому. Как младший сын в семье, он был предназначен для духовной службы.
После мятежа бургундской знати в 858 году Карл Лысый назначил Гуго аббатом монастыря Сен-Жермен д’Осер, а также Missus Regius (королевским курьером) в Осере. Кроме того в 859—862 годах он был аббатом в Сен-Бертине, а до 861 года — в Сен-Рикье. При этом он был противником Роберта Сильного, возглавлявшего мятеж знати.
В 864 году Гуго вместе с братом Конрадом оставили службу у Карла Лысого и перебрались к королю Лотарингии Лотарю II. Тогда Гуго стал архиепископом Кёльна. Но вскоре Гуго опять вернулся к Карлу.
В 863/864 году мать Гуго, Аделаида, вышла вторым браком за Роберта Сильного. После гибели Роберта в 866 году в сражении при Бриссарте его владения были разделены: Парижское графство получил двоюродный брат Гуго Аббата Конрад Чёрный, а Гуго стал маркизом Нейстрии, а также графом Осера, Орлеана, Анжу, Блуа и Тура. В том же году он стал аббатом монастыря Сен-Мартен-де-Тур. Опекуном над малолетними детьми Роберта, Эдом и Робертом, несмотря на разногласия с их отцом, стал именно Гуго.
Став маркизом Нейстрии, Гуго удачно отражал набеги норманнов. Он также увеличил свои владения, став ещё аббатом Сен-Вааста (ок. 874), Сен-Аньяна в Орлеане (до 876), Сен-Жульена в Осере (877) и Сен-Коломба в Сансе. В 880 году он также был архикапелланом придворной капеллы.
После смерти Карла Лысого в 877 году Гуго вместе с канцлером Гозленом и архиепископом Реймса Гинкмаром был одной из самых влиятельных фигур при королевском дворе. Он был главным советником короля Людовика II. После смерти Людовика в 879 году возник раздор по поводу наследования власти. Гуго Аббат, оставаясь верным клятве покойному королю, вместе со своими единомышленниками, желал поставить королями в отцовском королевстве его сыновей, Людовика и Карломана. Канцлер Гозлен и граф Парижа Конрад, а также их многочисленные сторонники призывали в королевство Людовика Младшего, сына Людовика Немецкого. Для разрешения спора Гуго Аббат отправил посольство к королю Людовику Младшему с предложением взять долю Карла Лысого, полученную последним согласно Мерсенскому договору при разделе между ним и Людовиком Немецким королевства Лотаря II в 870 году, но отказаться от вмешательства в династическую борьбу за трон Западно-Франкского королевства. Людовик Младший ответил согласием. А Людовик III и Карломан были помазаны на царствование архиепископом Санса Ансегизом в Феррьерском аббатстве.
15 октября 879 года герцог Прованса Бозон вместе со своей супругой Ирменгардой, дочерью императора Людовика II, был коронован и захватил часть Бургундии. Это была первая часть империи, вышедшая из-под контроля Каролингов. Однако часть аристократии во главе с Гуго Аббатом, Бернаром Плантвелю и, несколько позднее, графом Ричардом Отёнским, братом Бозона, встали на защиту законной королевской династии.
Гозлен и Конрад, недовольные влиянием на королей Гуго Аббата, вновь попытались пригласить на царствование Людовика Младшего из Германии. Немцы двинулись к Уазе и стали там лагерем. Людовик III и Карломан с войском выступили навстречу, но сражения не произошло. При посредничестве Гуго Аббата, короли в феврале 880 году встретились в Рибмоне и заключили мирный договор, пообещав не наказывать виновных вельмож. В марте Гуго урегулировал вопрос о наследовании во Франции между двумя сыновьями Людовика Заики: Людовик получил Нейстрию, а Карломан — Бургундию и Аквитанию. После этого Гуго Аббат стал занимать главенствующую роль во Франции.
После смерти в 882 году Людовика III шестнадцатилетний Карломан был признан единственным королём западных франков и правил под опекой Гуго Аббата. Все вельможи признали его, за исключением Бернара Плантвелю. Фактически до смерти Карломана в 884 году Гуго был правителем королевства.
Гуго умер 12 мая 886 года в Орлеане. Его владения унаследовал старший сын Роберта Сильного Эд. Погребён был Гуго в церкви аббатства Сен-Жермен д’Осер.